# 이온 키쿠

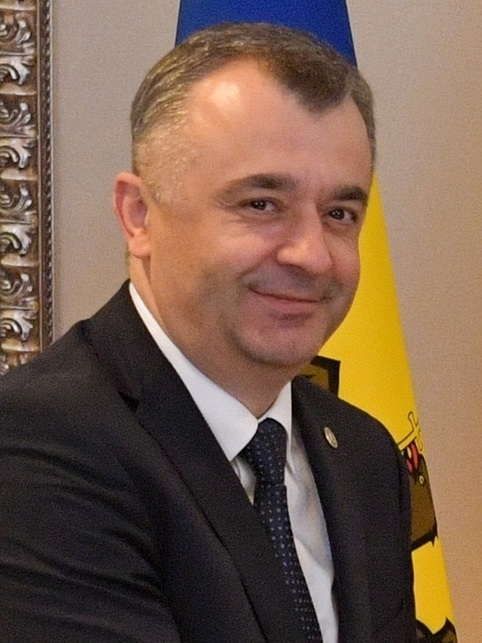
이온 키쿠 총리

이온 키쿠(루마니아어: Ion Chicu, 러시아어: Ион Васильевич Кику 이온 바실리예비치 키쿠[*], 1972년 2월 28일 컬러라시 구 ~ )는 몰도바의 정치인이다.
2019년 11월 14일부터 2020년 12월 31일까지 몰도바의 총리를 역임했다. 소속 정당은 무소속이다.